# Caerphilly Castle
Caerphilly Castle er en middelalderlig borg i Caerphilly i South Wales. Borgen blev opført af Gilbert de Clare i 1200-tallet som en del af hans felttog der skulle erobre Glamorgan, og det var udgangspunktet for flere store kampe mellem Gilbert og hans efterkommere og walisernes skiftende ledere. Borgen er omgivet af en kunstigt anlagt sø, og den britiske historiker Allen Brown betragter den som "det mest omfattende vandforsvar i hele Storbritannien. Den dækker omkring 12 ha, og er den næststørste borg i Storbritannien. Den er berømte for at have introduceret koncentriske forsvarsværker i Storbritannien og for den store portbygning.
Gilbert begyndte opførslen i 1268 efter han havde erobret det nordlige af Glamorgan, og størstedelen af byggeriet foregik over de næste tre år, hvor der blev brugt en betragtelig sum penge. Projektet var en torn i øjet på Gilberts walisiske rival Llywelyn ap Gruffudd, der førte til at det blev brændt ned i 1270, og overtaget af de kongelige embedsmænd i 1271. På trods af disse afbrydelser lykkedes det Gilbert at få gjort fæstningen færdig og han tog kontrol over regionen. Kernen i Caerphilly Castle, inklusive den luksuriøse beboelsedel, blev bygget på hvad der senere blev en central ø, der er omgiver at adskillige kunstigt anlagte søer. Designet tog Gilbert sandsynligvis fra Kenilworth i Warwickshire. Dæmningerne til disse søer blev yderligere befæstet og en ø mod vest gav yderligere beskyttelse. De koncentriske ringe af mure inspirerede Edvard 1.'s borge i North Wales, og blev ifølge flere historikere "et vendepunkt i britiske fæstningshistorie."
Borgen blev angrebet under Madog ap Llywelyns oprør i 1294, under Llywelyn Brens oprør i 1316 og under oprøret mod Edvard 2. i 1326-27. I slutningen af 1400-tallet begyndte den dog at forfalde og i 1500-tallet var søerne udtørret og stenene i mange af murerne var blevet stjålet for at blive brugt andetsteds. Marquesses of Bute købte området i 1776 og under den tredje og fjerde Marquesses blev der udført omfattende restaureringer og forbedringer. I 1950 blev borgen og jorden givet til staten og vand-forsvarsværker blev atter oversvømmet. I 2000-tallet har den walisiske organisation Cadw overtaget det og driver det som en turistattraktion.

## Arkitektur
Caerphilly Castle består af et sæt østlige forsvarsværker, beskyttet af den ydre østgrav og nordsøen, samt befæstninger på den centrale ø og den vestlige ø, begge beskyttet af sydsøen. Anlægget dækker omkring 120.000 m2, hvilket gør det til det næststørste i Storbritannien. Det er opført på en naturlig grusbanke i det lokale flodbassin, og borgens mure er bygget af Pennant-sandsten. Borgens arkitektur er berømt og historisk betydningsfuld. Caerphilly introducerede koncentriske borgsystemer i Storbritannien, hvilket ændrede retningen for landets fremtidige militære arkitektur, og omfattede desuden et enormt porttårn. Borgen havde også et sofistikeret netværk af voldgrave og dæmninger, som historikeren Allen Brown beskrev som "de mest indviklede vandforsvarsværker i hele Storbritannien".

## I populærkulturen
Den britiske sciencfiction-serie Doctor Who har brugt Caerphilly Castle som optagelsessted for flere episoder, herunder "The End of Time" i 2009, "The Vampires in Venice" i 2010, det todelte afsnit "The Rebel Flesh" og "The Almost People" i 2011, "Robot of Sherwood" i 2014 og "Heaven Sent" i 2015. Til "The End of Time" benyttede producerne beboelsesområderne i Østportens vagttårn, Constable’s Hall og Braose-galleriet til at filme scener fra et fiktivt fangehul i Broadfell-fængslet.